# Betim
Betim är en stad och kommun i östra Brasilien och ligger i delstaten Minas Gerais. Staden ingår i Belo Horizontes storstadsområde och har cirka 400 000 invånare. Betim fick kommunrättigheter den 17 december 1938. Biltillverkaren Fiat har en stor fabrik i staden.

## Befolkningsutveckling
| Område     | Areal (km²)   | Invånarantal 1 augusti 2000 | Invånarantal 1 augusti 2010 | Invånarantal 1 juli 2014 |
| ---------- | ------------- | --------------------------- | --------------------------- | ------------------------ |
| Kommun     | 342,85        | 306 675                     | 378 089                     | 412 003                  |
| Centralort | Ingen uppgift | 298 258                     | 375 331                     | Ingen uppgift            |